# Bakteriofag
Bakteriofag ili kraće fag je specifični bakterijski virus koji se umnožava koristeći bakterije. Fag pliva u kulturnom mediju dok ne nađe bakteriju koju inficira da bi njen proces razmnožavanja zaustavio, a umesto toga započeo proces izgradnje mnogih novih faga (phaga). Na kraju se bakterija rasprsne, a fagi se oslobađaju u kulturnom mediju gde se sve prethodno opisano ponavlja, ali na mnogo više bakterija.
Fage je 1917. godine prvi opisao Kanađanin Feliks Hubert d'Herel.
Njihov hromozom može različito izgledati. Npr. Gama bakteriofag ima samo jednu linearnu dvostruku zavojnicu. Fag M13 ima oblik prstena i sastoji se samo od jednog. Drugi fagi imaju genom koji je kodiran na jednom RNK molekulu. Veličina jednog genoma je relativno mala. Često fagima ne treba čitav njihov genom da bi preživeli. Tako se npr. u gama fag mogu ubaciti fragmenti strane DNK veličine do 13 kb. Na taj način će se ti fragmenti zajedno sa fagima umnožavati.

## Razmnožavanje bakteriofaga
Zbog neposedovanja vlastitog prometa materije (metabolizam) virusima za vlastitu reprodukciju treba metabolizam biološkog domaćina. U slučaju bakteriofaga to je jedna živa (podesna) bakterijska ćelija. Proces reprodukcije moguće je podeliti u pet faza:
1. Apsorpcija – prianjanje krajeva faga koji su u vidu tanke niti (repa) na površinske strukture bakterijske ćelije koja ima ulogu domaćina.
2. Iniciranje (unošenje) fagove DNK odnosno RNK u bakterijsku ćeliju. Pritom omotač faga ostaje na površini bakterijske ćelije kao nefunkcionalne belančevine.
3. Latentna faza tokom koje se u bakterijskoj ćeliji još uvijek ne mogu uočiti niti dokazati strukture bakteriofaga. U ovoj fazi počinje transkripcija virusnog genoma, translacija viralne iRNK, te replikacija virusnih nukleinskih kiselina. Ova faza može potrajati nekoliko sati.
4. U fazi sazrevanja se dešava svojevrsno sastavljanje novonastalih delova faga (engl. Assembly).
5. Oslobađanje novih virusnih čestica u postupku uništavanja (lizije) bakterijske ćelije – domaćina ili se pak kod nekih bakterija događa samo preuzimanje pojedinih genetskih informacija u vlastiti genom. Nastaju desetine, nekada stotine novih bakterijskih virusa – faga nakon iskorištavanja infrastrukture i materijala bakterijske ćelije - domaćina.

## Područja primjene
Fagi se koriste u medicini, biologiji i agronomiji, pre svega u području genomskih tehnologija. U medicini se pokušava iskoristiti njihova sposobnost u razaranju bakterijskih ćelija, čime bi oni trebalo da postanu zamjena za antibiotike. Zbog sve bržeg razvoja multiplicirane rezistencije nekih bakterija na antibiotike, pokušava se inficiranje takvih bakterija bakteriofagima da bi se uništile. Zasada na ovom principu u medicini nisu razvijene primenljive metode zbog visoke nestabilnosti faga u ljudskom organizmu, kao i sposobnosti organizama da brzo prepozna fage kao strano tijelo, i razvije specifičnu imunološku reakciju.
Daleko uspešnija primjena faga je u molekularnoj biologiji. Fagi, za razliku od plazmida, nisu sastavni dio bakterija, nego su samostalni (polu) organizmi. Neki značajni enzimi koji su kodirani u genomu faga su danas rutinski "alati" molekularne biologije. Na primjer RNK i DNK polimeraze, te DNK ligaze. Osim toga bakteriofagi služe kao vektori, posebno lamda bekteriofag. Nasuprot plazmidima, a zahvaljujući efikasnom pakovanju njihove DNK, oni omogućavaju kloniranje većeg dela DNK.
Fag se može koristiti kao vektor za prenošenje genom kodirane informacije za sintezu proteina, npr. humani insulin. Ova belančevina se svakodnevno daje milionima obolelih od šećerne bolesti. Iz genoma čoveka izdvoji se gen koji kodira sintezu insulina. Taj gen se ugradi u genom faga. Tako izmenjeni fag se dovode u kontakt sa pogodnom bakterijom, npr. E. coli. Fag pronalazi svog domaćina za vlastito umnožavanje, ali istovremeno i za prenošenje na E. Coli gena za sintezu insulina. Pošto je i bakterija E. coli sposobna da se jako brzo razmnožava, mogu se vrlo efikasno dobijati velike količine humanog proteina insulina.
Razvoj ove metode bio je odlučujući korak za kloniranje gena. Na taj način čitav manji genom može biti zapakovan u jednom fagu. U današnje vreme fagi su izgubili na značaju jer su otkriveni povoljniji postupci za kloniranje gena.

## Literatura
- Mc Grath S and van Sinderen D (editors). (2007). Bacteriophage: Genetics and Molecular Biology (1st изд.). Caister Academic Press. ISBN 978-1-904455-14-1. .

## Spoljašnje veze
- Animacija bakteriofaga koji napada
- opšte informacije